# Danh sách đĩa nhạc của Mizuki Ichirō

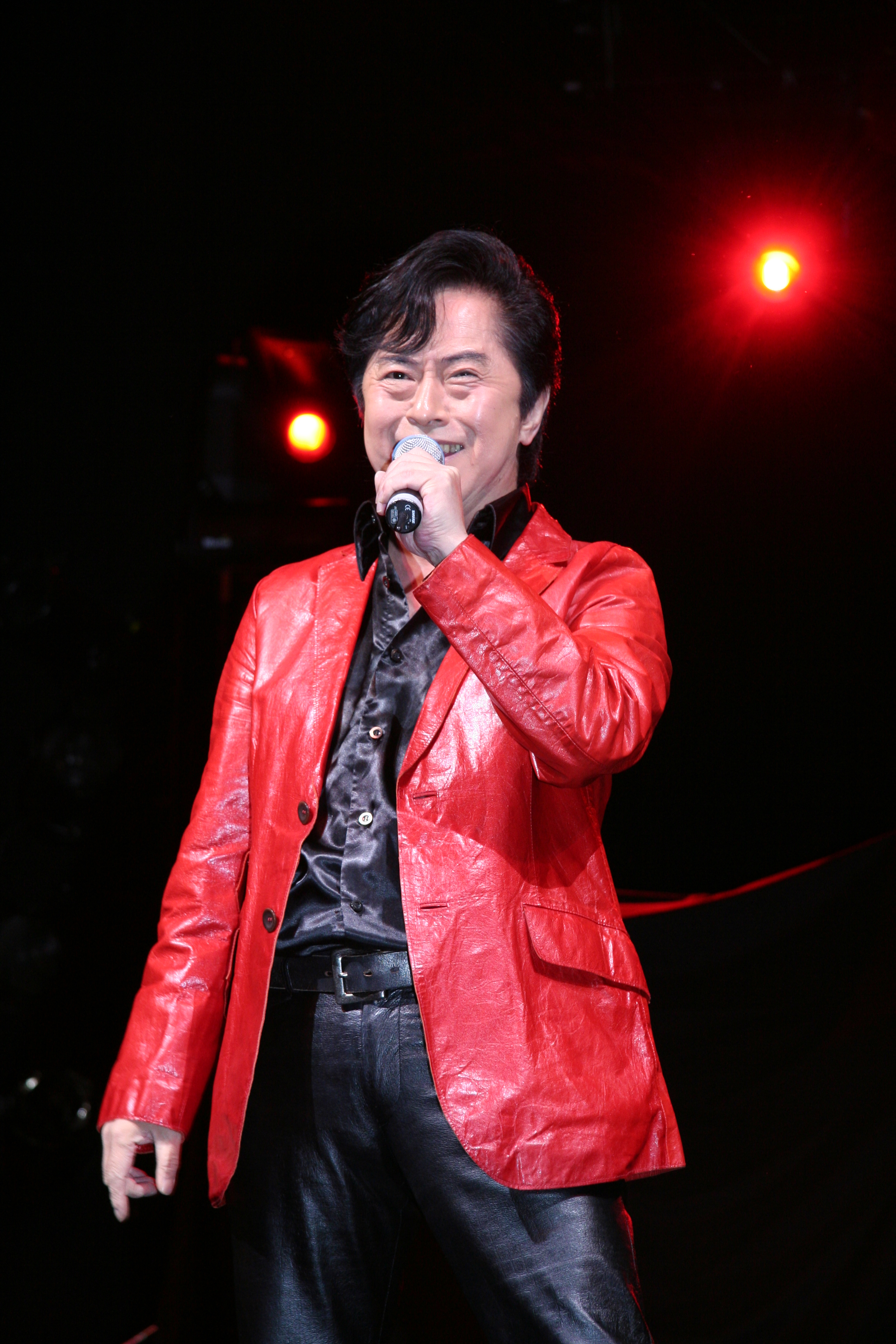
Ca sĩ Mizuki Ichirō

Dưới đây là danh sách đĩa nhạc của Mizuki Ichirō.

## Album
- "OTAKEBI Sanjou! Hoeru Otoko Ichiro Mizuki Best" (OTAKEBI参上!吠える男 水木一郎ベスト) (21 tháng 6 năm 1989)
- "Ichiro Mizuki OTAKEBI 2" (水木一郎 OTAKEBI2) (1 tháng 5 năm 1990)
- "Ichiro Mizuki All Hits Vol.1" (水木一郎 大全集Vol.1) (1 tháng 9, 1990)
- "Ichiro Mizuki All Hits Vol.2" (水木一郎 大全集Vol.2) (21 tháng 2 năm 1991)
- "Ichiro Mizuki Ballade Collection ~SASAYAKI~ Vol.1" (水木一郎バラード・コレクション～SASAYAKI～Vol.1) (21 tháng 4, 1991)
- "Ichiro Mizuki All Hits Vol.3" (水木一郎 大全集Vol.3) (21 tháng 8, 1991)
- "Ichiro Mizuki All Hits Vol.4" (水木一郎 大全集Vol.4) (21 tháng 2, 1992)
- "Ichiro Mizuki All Hits Vol.5" (水木一郎 大全集Vol.5) (21 tháng 8 năm 1992)
- "Dear Friend" (21 tháng 4, 1993)
- "Ichiro Mizuki no Tanoshii Asobi Uta" (水木一郎のたのしいあそびうた) (21 tháng 1 năm 1994)
- "Ichiro Mizuki Best & Best" (水木一郎 ベスト&ベスト) (19 tháng 8 năm 1995)
- "ROBONATION Ichiro Mizuki Super Robot Complete" (ROBONATION 水木一郎スーパーロボットコンプリート) (19 tháng 7 năm 1997)
- "Neppuu Densetsu" (熱風伝説) (21 tháng 3 năm 1998)
- "Neppuu Gaiden -Romantic Master Pieces-" (熱風外伝-Romantic Master Pieces-) (30 tháng 1 năm 1999)
- "Aniki Jishin ~30th Anniversary BEST~" (アニキ自身~30th Anniversary BEST~) (21 tháng 11 năm 2001)
- "Ichiro Mizuki Best of Aniking -Red Spirits-" (水木一郎 ベスト・オブ・アニキング -赤の魂-) (4 tháng 8 năm 2004)
- "Ichiro Mizuki Best of Aniking -Blue Spirits-" (水木一郎 ベスト・オブ・アニキング -青の魂-) (6 tháng 10, 2004)
- "Dear Friend 2007 ~Futari no Anison~" (Dear Friend 2007 ~ふたりのアニソン~) (26 tháng 12 năm 2007)
- "Debut 40th Anniversary: Ichiro Mizuki Best" (デビュー40周年記念 水木一郎 ベスト) (27 tháng 2 năm 2008)
- "Ichiro Mizuki Debut 40th Anniversary CD BOX: Michi ~road~" (水木一郎デビュー40周年記念CD-BOX 道~road~) (2 tháng 7, 2008)
- "WAY ~GRAND ANIKI STYLE~" (16 tháng 7, 2008)
- "Debut 40th Anniversary: Ichiro Mizuki TV Size Shudaika Best" (デビュー40周年記念 水木一郎TVサイズ主題歌ベスト) (17 tháng 12, 2008)

## Bài hát đơn
- "Kimi ni sasageru Boku no Uta" (君にささげる僕の歌) (Tháng 7, 1968)
- "Dare mo inai Umi" (誰もいない海) (Tháng 4, 1970)
- "Natsukashi Kutte Hero ~I'll Never Forget You!~" (懐かしくってヒーロー~I'll Never Forget You!~) (21 tháng 11 năm 1990)
- "Natsukashi Kutte Hero PartII ~We'll Be Together Forever!~" (懐かしくってヒーロー・PartII~We'll Be Together Forever!~) (1 tháng 6 năm 1992)
- "SEISHUN FOR YOU ~Seishun no Uta~" (SEISHUN FOR YOU~青春の詩~) (21 tháng 1 năm 1994)
- "221B Senki Single Version" (221B戦記 シングルバージョン) (3 tháng 9 năm 1997)
- "Golden Rule ~Kimi wa mada Maketenai!~" (Golden Rule~君はまだ負けてない!~) / "Miage te goran Yoru no Hoshi wo" (見上げてごらん夜の星を) (1 tháng 9 năm 1999)
- "Goushaku! Choujin Neiger ~Kendaga omedaji~" (豪石!超神ネイガー~見だがおめだぢ~) / "Tooi Kaze no Naka de" (遠い風の中で) (7 tháng 6 năm 2006)
- "Nanno koreshiki Furoshikiman" (なんのこれしき ふろしきマン) / "Fighter the FUGU" (23 tháng 1 năm 2008)
- "Choujin Neiger ~Seigi no Inaho~" (超神ネイガー~正義ノ稲穂~) / "Yume Kariudo" (夢刈人) (16 tháng 9 năm 2009)

## Danh sách bài hát Anime

### Genshi Shounen Ryuu1971
- Genshi Shounen Ryuu ga Yuku (原始少年リュウが行く)

### Astro Ganga1972
- Astroganga (アストロガンガー)

### Mazinger Z 1972
- Mazinger Z (マジンガーZ)
- Theme of Z (Zのテーマ)
- Sora Tobu Mazinger Z (空飛ぶマジンガーZ)
- Tatakau Kabuto Kouji (戦う兜甲児)
- Futari ni Nareba (二人になれば)
- Mazinger Ouenka (マジンガー応援歌)
- Mazinger Shin-eitai (マジンガー親衛隊)
- Mazinger Waga Machine (マジンガーわがマシン)
- Minerva X ni Sasageru Uta (ミネルバXに捧げる歌)
- Waga Tomo Mazinger Z (わが友マジンガーZ)
- Bokura no Mazinger Z (ぼくらのマジンガーZ)

### Babel II1973
- Babel Nisei (バビル2世)
- Ai wa Maboroshi (愛はまぼろし)
- Senshi Hitori (戦士ひとり)
- Seigi no Chou Nouryoku Shounen (正義の超能力少年)

### Samurai Giants 1973
- Samurai Giants (侍ジャイアンツ)
- Samurai Bamba Ban (サムライ番場蛮)

### Kikansha Yaemon: D51 no Dai Bouken1974
- Kikansha Yaemon (きかんしゃやえもん)
- Yaemon Konjou (やえもんド根性)
- Yaemon Hitoritabi (やえもん一人旅)

### Getter Robo 1974
- Heiwa no Senshi Tachi (平和の戦士たち)

### Great Mazinger 1974
- Ore wa Great Mazinger (おれはグレートマジンガー)
- Kate Great Mazinger (勝てグレートマジンガー)
- Great Mazinger Sanka (グレートマジンガー賛歌)
- Great Mazinger no Ballade (グレートマジンガーのバラード)
- Theme of Tetsuya (鉄也のテーマ)
- Yuusha wa Mazinger (勇者はマジンガー)

### Urikupen Kyuujotai 1974
- Ganbare! Urikupen Kyuujotai (がんばれ!ウリクペン救助隊)

### La Seine no Hoshi1975
- Kuroi Tulip (黒いチューリップ)

### Tekkaman: The Space Knight 1975
- Tekkaman no Uta (テッカマンの歌)
- Space Knights no Uta (スペースナイツの歌)

### Steel Jeeg 1975
- Koutetsu Jeeg no Uta (鋼鉄ジーグのうた)
- Ore to Jeeg wa Kyoudai Nanoda (おれとジーグは兄弟なのだ)
- Theme of Hiroshi (ひろしのテーマ)

### Machine Hayabusa1976
- Dash! Machine Hayabusa (ダッシュ!マシンハヤブサ)
- Ashita ni Mukatte Hashire (明日に向かって走れ)
- Fight! Hayabusa Ken (ファイト!ハヤブサ・ケン)
- Grand Prix Boggie (グランプリ・ブギ)

### Gowapper 5 Godam 1976
- Ikuzo! Godam (行くぞ!ゴーダム)
- Guts de Ganbare (ガッツでがんばれ)
- Gowapper 5 no Uta (ゴワッパー5の歌)

### Combattler V 1976
- Theme of Combattler V (コン・バトラーVのテーマ)
- Ikuzo! Seigi no Tatakai ni (行くぞ!正義の戦いに)
- Hyouuma mono Omoi (豹馬もの思い)
- Ike! Combattler V (行け!コン・バトラーV)

### Magne Robo Gakeen 1976
- Tatakae! Gakeen (たたかえ!ガ・キーン)
- Takeru to Mai no Uta (猛と舞のうた)

### Mechander Robo1977
- Try Attack! Mechander Robo (トライアタック!メカンダーロボ)
- Sasurai no Hoshi Jimmy Orion (さすらいの星ジミーオリオン)

### Hyouga Senshi Guyslugger 1977
- Hyouga Senshi Guyslugger (氷河戦士ガイスラッガー)

### Voltes V 1977
- Chichi wo Motomete (父をもとめて)

### Choujin Sentai Baratack 1977
- Choujin Sentai Baratack (超人戦隊バラタック)

### Arrow Emblem Grand Prix no Taka 1977
- Grand Prix no Taka (グランプリの鷹)
- Taiyou ni Hashire (太陽に走れ)
- Laser Blues (レーサーブルース)

### Space Pirate Captain Harlock1978
- Captain Harlock (キャプテンハーロック)
- Imouto-Tachi yo (妹たちよ)
- Ginga Komori Uta (銀河子守唄)
- Mukashi Mukashi (むかしむかし)
- Waga Tomo Waga Inochi (わが友わが命)
- Warera no Tabidachi (われらの旅立ち)

### Lupin III 1978
- Lupin the 3rd Love Theme (ルパン三世愛のテーマ)

### SF Saiyuki Starzinger 1978
- Juuman Kounen no March (10万光年のマーチ)

### Yakyuu Kyou no Uta 1978
- Kita no Ookami Minami no Tora (北の狼南の虎)
- Eikou no Kanata e (栄光の彼方へ)
- Kaa-san no Tomo (かあさんの灯)

### Science Ninja Team Gatchaman II 1978
- Oowashi wa Takaku Tobu ~Ken no Uta~ (大鷲は高く飛ぶ~健の歌~)
- Mimizuku to Tsubakuro (ミミズクとツバクロ)
- Moeyuru Hi no Tori (燃ゆる火の鳥)

### Dokaben1979
- Seishun Fever (Combat March) (青春フィーバー（コンバット・マーチ）)
- Taiyou no Ko (太陽の子)

### Shin Kyojin no Hoshi II 1979
- Kokoro ni Ase wo (心に汗を)
- Omae ga Ireba (お前がいれば)

### Tatsunoko Tarou 1979
- Tatsunoko Tarou no Uta (龍の子太郎のうた)
- Kurooni Taiji no Uta (黒鬼退治の歌)

### Moo no Hakugei1980
- Moo e Tobe (ムーへ飛べ)
- Yuusha no Ken wo Te ni (勇者の剣を手に)
- Shin jirukai (信じるかい)

### Moero Arthur: Hakuba no Ouji 1980
- Ore wa Arthur (おれはアーサー)

### Tondemo Senshi Muteking 1980
- Roller Hero Muteking (ローラーヒーロー・ムテキング)
- Yuuki ga Areba (勇気があれば)
- Yuke Yuke Muteking (ゆけゆけムテキング)

### Hyakujuu Ou Golion1981
- Tatakae! Golion (斗え!ゴライオン)
- Kuro Shishi yo (黒獅子よ)
- Golion Kazoe Uta (ゴライオン 数えうた)
- Golion Sanka (ゴライオン讃歌)
- Golion Formation (ゴライオン フォーメーション)
- Golion March (ゴライオン マーチ)
- Gonin de Hitotsu (五人でひとつ)

### Meiken Jolie 1981
- Suteki na Sanpomichi (すてきなさんぽみち)

### Tiger Mask II 1981
- Tiger Mask Nisei (タイガーマスク二世)
- Otoko no Tatakai (男の戦い)
- Hoero! Tora (吠えろ!虎)
- Boku wa Shiranai (ぼくは知らない)
- Bokura no Tiger Mask (ぼくらのタイガーマスク)
- Inochi wo Kakete (いのちをかけて)

### Game Center Arashi1982
- Game Center Arashi (ゲームセンターあらし)

### Waga Seishun no Arcadia: Mugen Kidou SSX 1982
- Ore-Tachi no Funade (おれたちの船出)
- Ai no Elegy (愛のエレジー)
- Ore wa Harlock (おれはハーロック)
- Tadashi no Ballade (正のバラード)
- Hata wa Agatta (旗はあがった)
- Harlock no Ballade (ハーロックのバラード)

### Kinnikuman1983
- King of Devil (Theme of Devil Commander) (キング オブ デビル（悪魔将軍のテーマ）)

### Pro Golfer Saru1985
- Yume wo Kachi torou (夢を勝ちとろう)

### Pro Golfer Saru: SUPER GOLFWORLD e no Chousen!!1986
- WELCOME SUPER GOLFWORLD

### Delpower X: Bakuhatsu Miracle Genki! (OVA) 1986
- Bakuhatsu! Mirakuru Genki (爆発!みらくる元気)
- Hashire! Kyuukyoku Machine Delpower (走れ!究極マシンデルパワー)

### Disney's Adventures of the Gummi Bears1987
- Ikuzo Gummi Bear (いくぞガミー・ベア)
- Seigi to Jiyuu no Uta (正義と自由の歌)
- Gummi Bear no Bouken (ガミー・ベアの冒険)

### Dangaioh (OVA) 1987
- CROSS FIGHT!

### Shin Pro Golfer Saru1988
- My Way Sarumaru (マイウエイ猿丸)

### Jungle Taitei1989
- Savanna wo Koete (サバンナを越えて)
- Kaze Iro no Runner (風色のランナー)
- Bokura no Paradise (ぼくらのパラダイス)

### Kariage Kun 1989
- Yoru no Gin Gitsune to Tanuki (夜の銀ギツネとタヌキ)

### Transformers: Zone (OVA)1990
- Theme of Transformers Zone (トランスフォーマーZのテーマ)
- Mirai no Kimi e (未来の君へ)

### Foxwood Tales (OVA)1991
- Remember

### Getter Robo Gou 1991
- Getter Robo Gou (ゲッターロボ號)
- NISAR
- Butsukatte Koi (ぶつかってこい)
- Tomo-dachi ni Naritai (友だちになりたい)

### Fire Boy Dodge Danpei 1991
- Super Dodge ~Theme of Flame (スーパードッジ~炎のテーマ)
- Tou-san no Tegami (父ちゃんの手紙)
- Yume no Ball (夢のボール)

### Casshern (OVA)1993
- Kibou Shigosen ~Horizon Blue~ (希望子午線~ホライズン・ブルー~)

### Tottemo! Luckyman1994
- Super Heros (スーパー・ヒーローズ)

### GATCHAMAN (OVA) 1994
- Gatchaman '94 (ガッチャマン'94)
- Taose! Gallactor '94 (倒せ!ギャラクター'94)

### Kishin Douji ZENKI1995
- CROSS FIRE!!
- Tomo yo, Horobu noda, Yokubou no Hateni ~Theme of Majinjuu~ (友よ、滅ぶのだ、欲望の果てに~魔神獣のテーマ~)
- Yomi no Kuni (黄泉の国)

### Nandemo Q Mushimushi Q 1995
- Fun Fun Funkorogashi (フン フン フンコロガシ)

### Nandemo Q Animaru Q1996
- Ari to Arikui (アリとアリクイ)

### Gakkyuu-ou Yamazaki1997
- Tatakae! Bokura no Gakkyuu-ou Senshi Y-Man (戦え!ぼくらの学級王戦士Yマン)

### Bomber Man & Bidaman Bakugaiden1998
- Get! Bakugaiden (ゲット!爆外伝)
- Kimi ga ite Boku ga ite Bakugaiden (君がいて僕がいて爆外伝)

### Change!! Getter Robo: The Final Days of Earth (OVA) 1998
- Ima ga sono Toki da (今がその時だ)

### Bakukyuu Renpatsu!! Super B-Daman1999
- Hajikero! Maxshot (弾けろ!マックスショット)

### The Doraemons: Okashina Okashina Okashinana? 1999
- Warera The Doraemons (我ら ザ・ドラえもんズ)

### Tenamonya Voyagers (OVA) 1999
- Dare ka ga Kaze no Naka de (誰かが風の中で)

### Hero Hero-kun2000
- Mawari Himawari Hero Hero-kun (まわりひまわりへろへろくん)
- Jinsei Hero Hero (人生へろへろ)

### Shin Getter Robo vs. Neo Getter Robo (OVA) 2000
- STORM

### Mazinkaiser(OVA)2001
- Mazinger Sanka (マジンガー讃歌)
- Theme of Mazinkaiser (マジンカイザーのテーマ)
- Mazinkaiser (マジンカイザー)
- Mazinkaiser no Ballade (マジンカイザーのバラード)
- TORNADO

### SUBMARINE SUPER 992003
- Sailing Mirai e (セイリング 未来へ)

### Shinkon Gattai Godannar!! 2003
- Sangou no Hitsugi (塹壕の棺)

### Shinkon Gattai Godannar!! -SECOND SEASON-2004
- ENGAGE!!! Godannar (ENGAGE!!!ゴーダンナー)

### New Getter Robo (OVA) 2004
- Densetsu ~legend~ (伝説~legend~)

## Danh sách bài hát Tokusatsu

### Kamen Rider 1971
- Kamen Rider Christmas (仮面ライダークリスマス)

### Kaette Kita Ultraman 1971
- Kaette Kitazo Ultraman! (帰ってきたぞウルトラマン!)

### Choujin Barom One 1972
- Bokura no Barom One (ぼくらのバロム1)
- Choujin Barom One no Christmas (超人バロム1のクリスマス)
- Yuujou no Barom Cross (友情のバロム・クロス)

### Ultraman Ace 1972
- Bokura no Ultraman Ace (ぼくらのウルトラマンエース)
- Zoffy no Ballade (ゾフィーのバラード)

### Henshin Ninja Arashi 1972
- Arashi yo Sakebe (嵐よ叫べ)
- Warera wa Ninja (われらは忍者)

### Android Kikaider 1972
- Hakaider no Uta (ハカイダーの歌)
- Saburou no Theme (三郎のテーマ)

### Yuke! Godman 1972
- Yuke! Godman (行け!ゴッドマン)
- Bokura no Godman (ぼくらのゴッドマン)

### Kamen Rider V3 1973
- V3 no Hitori Uta (V3の一人歌)
- V3 no March (V3のマーチ)
- Fujimi no Otoko (不死身の男)
- Shounen Kamen Rider Tai no Uta (少年仮面ライダー隊の歌)

### Robot Keiji 1973
- Robot Keiji (ロボット刑事)
- K wa Umareta (ケイは生まれた)
- Yatte Kita Robot Keiji (やって来たロボット刑事)
- Susume Robot Keiji (進めロボット刑事)

### Shiro Shishi Kamen 1973
- Shiro Shishi Kamen no Uta (白獅子仮面の歌)

### Inazuman 1973
- Gorou no Uta (五郎の歌)
- Chest! Chest! Inazuman (チェスト!チェスト!イナズマン)

### Kamen Rider X 1974
- Setup! Kamen Rider X (セタップ!仮面ライダーX)
- X Mecha no Uta (Xメカの歌)
- X Rider Action (Xライダーアクション)
- X Rider Shiritori Uta (Xライダーしりとり歌)
- Shiroi Dangan Cruiser (白い弾丸クルーザー)
- Jin Keisuke No Uta (神敬介の歌)
- Ore wa X Kaizorg (おれはXカイゾーグ)

### Inazuman F 1974
- Ikare Raijingoo (怒れライジンゴー)
- Inazuman no Komori Uta (イナズマンの子守歌)
- Furue Zeber Inazuman (揮えゼーバーイナズマン)
- Heiwa no Senshi Sanagiman (平和の戦士サナギマン)
- Inazuman Action (イナズマン・アクション)

### Ganbare!! Robocon 1974
- Ganbare Robocon (がんばれロボコン)
- Oira Robocon Robot dai! (おいらロボコンロボットだい!)
- Oira Tensai Robot da (おいら天才ロボットだ)
- Oyasumi Robocon (おやすみロボコン)
- Ore wa Rei Ten Raku Dai Nama (おれは0点落第生)
- Gantsu wa Oira no Sensei da (ガンツはおいらの先生だ)
- Suki Suki Robin-chan (好き好きロビンちゃん)
- Robocon Oshaberi Henchokorin (ロボコンおしゃべりへんちょこりん)
- Robot-Tachi no Uta (ロボットたちのうた)
- Oira Robocon Sekai Ichi (おいらロボコン世界一)
- Robocon Ondou (ロボコン音頭)
- Hashire!! Robcon Undoukai (走れ!!ロボコン運動会)
- Robocon Gattsuracon (ロボコン ガッツラコン)

### Bouken Rockbat 1975
- Bouken Rockbat (冒険ロックバット)
- Tetsu no Prince Blazer (鉄のプリンス・ブレイザー)

### Kamen Rider Stronger 1975
- Kamen Rider Stronger no Uta (仮面ライダーストロンガーのうた)
- Kabutorow Boogie (カブトローブギ)
- Stronger Kazoe Uta (ストロンガーかぞえうた)
- Tatakae! 7-Nin Rider (戦え!七人ライダー)
- Bokura no Aniki, Jou Shigeru (ぼくらの兄貴城茂)
- Miyo!! Kamen Rider Stronger (見よ!!仮面ライダーストロンガー)
- Kyou mo Tatakau Stronger (きょうもたたかうストロンガー)
- Stronger Action (ストロンガーアクション)

### Shounen Tantei Dan 1975
- Ikuzo! BD7 (行くぞ!BD7)
- Kimi wa Yuuki ga Aruka (君は勇気があるか)
- Fight! BD7 (ファイト!BD7)
- Shounen Tantei Dan no Uta (少年探偵団のうた)

### Akumaizer 3 1975
- Shouri da! Akumaizer 3 (勝利だ!アクマイザー3)
- Susume Gallibird (進めギャリバード)
- Sessha to Wai no Waza Kurabe (せっしゃとワイの技くらべ)
- Bokura no Zabitan (ぼくらのザビタン)
- Muteki no Jankeru (無敵のジャンケル)
- Susume Zaiderbeck (すすめザイダベック)

### The Kagestar 1976
- Kagayaku Taiyou Kagestar (輝く太陽カゲスター)
- Kage wa Yuku Yuku (カゲは行く行く)
- Kage yo Kimi wa Tomodachi sa (カゲよきみは友達さ)
- Star! Star! Kagestar (スター!スター!カゲスター)

### Ninja Captor 1976
- Tatakae! Ninja Captor (斗え!忍者キャプター)
- Susume Captor Machine (進めキャプターマシン)
- Sore Yuke Ninjutsu (それ行け忍術)
- Captor Kouta (キャプター小唄)
- Oozora no Captor (大空のキャプター)

### Kaiketsu Zubat 1977
- Jigoku no Zubat (地獄のズバット)
- Otoko wa Hitori Michi wo Yuku (男はひとり道をゆく)

### Daitetsujin 17 1977
- Oh!! Daitetsujin One Seven (オー!!大鉄人ワンセブン)
- Ore wa Tetsujin One Seven (おれは鉄人ワンセブン)
- Tatakai no Uta (戦いの歌)
- Disco One Seven (ディスコワンセブン)
- Boku no One Seven (僕のワンセブン)
- Red Muffler Tai no Uta (レッドマフラー隊の歌)
- One Seven Sanka (ワンセブン讃歌)

### Bouken Family: Koko wa Wakusei Zero Banchi 1977
- Koko wa Wakusei Zero Banchi (ここは惑星0番地)
- Bokura wa Bouken Family da (ぼくらは冒険ファミリーだ)

### Kyouryuu Sentai Koseidon 1978
- Kyouryuu Sentai Koseidon (恐竜戦隊コセイドン)
- Koseidon March (コセイドンマーチ)

### Battle Fever J 1979
- Battle Fever Sanka (バトルフィーバー讃歌)
- Battle Fever Dai Shutsugeki (バトルフィーバー大出撃)

### Honoo no Choujin Megaloman 1979
- Ike! Ike! Megaloman (行け!行け!メガロマン)
- Waga Kokoro no Rozetta Hoshi (我が心のロゼッタ星)

### Ultraman -Monster Big Battle- 1979
- Ultraman Monogatari (ウルトラマン物語)
- Ultra Ai no Kane (ウルトラ・愛の鐘)

### Kamen Rider (Skyrider) 1979
- Moero! Kamen Rider (燃えろ!仮面ライダー)
- Otoko no Na wa Kamen Rider (男の名は仮面ライダー)
- Are wa Kamen Rider (あれは仮面ライダー)
- Oh Oh Kamen Rider (オーオー仮面ライダー)
- Chiheisen kara Yatte Kita Otoko (地平線からやってきた男)
- Henshin! Kamen Rider (変身!仮面ライダー)
- Haruka naru Ai ni Kakete (はるかなる愛にかけて)
- Kagayake! 8-Nin Rider (輝け!8人ライダー)

### Kamen Rider Super-1 1980
- Kunin Rider Eien ni (九人ライダー永遠に)
- Sekai ni Hitori (世界にひとり)
- Yume no Nagare Hoshi (夢の流れ星)
- Junior Rider Tai no Uta (ジュニアライダー隊の歌)

### Taiyou Sentai Sun Vulcan 1981
- Ashita ga Arusa (あしたがあるさ)
- Umi ga Yondeiru (海が呼んでいる)
- Kagayake! Sun Vulcan (輝け!サンバルカン)
- Kimi wa Panther (君はパンサー)
- Taiyou March (太陽マーチ)

### Andro Melos 1983
- Andro Melos (アンドロメロス)
- Kaette Koiyo Andro Melos (帰ってこいよアンドロメロス)

### Ultraman Monogatari1984
- Ultraman Monogatari ~Hoshi no Densetsu~ (ウルトラマン物語~星の伝説~)
- Ai no Senshi Tarou (愛の戦士タロウ)

### Jikuu Senshi Spielvan 1986
- Jikuu Senshi Spielvan (時空戦士スピルバン)
- Ore no Okori ni Te wo Dasu na! (俺の怒りに手をだすな!)
- Chase! Spielvan (チェイス!スピルバン)
- Muteki no Ouja (無敵の王者)
- Kimi on Nakama da Spielvan (君の仲間だスピルバン)
- Kesshou da! Spielvan (結晶だ!スピルバン)

### Choujinki Metalder 1987
- Isshun no Chance (一瞬のチャンス)
- Shunten! Yume no Senshi (瞬転!夢の戦士)
- Time Limit (タイムリミット)

### Kamen Rider BLACK RX 1988
- 11 Rider Dai Sanka (11ライダー大讃歌)
- Eien no Tameni Kimi no Tameni (永遠のために君のために)

### Tokkei Winspector 1990
- Gekisou! Rescue Machine (激走!レスキューマシン)
- Just Gigastreamer (ジャスト・ギガストリーマー)
- Hero wa Yatte Kuru (ヒーローはやってくる)
- Fire Hurricane (ファイヤーハリケーン)
- Yuusha Winspector (勇者ウインスペクター)
- Yume mo Hitotsu no Nakama-Tachi (夢もひとつの仲間たち)

### B-Robo Kabutack 1997
- Daitsuiseki! Star Piece wo Oikakero (大追跡!スターピースを追いかけろ)

### Voicelugger 1999
- Hoero! Voicelugger (ほえろ!ボイスラッガー)
- Voicelugger Action (ボイスラッガー・アクション)

### Hyakujuu Sentai Gaoranger2001
- Samba de Gaoren (サンバ de ガオレン)
- Hyakujuu Gattai! Gaoking (百獣合体!ガオキング)
- Moero! Super Sentai Damashii!! (燃えろ!スーパー戦隊魂!!)

### Zebraman 2004
- Zebraman no Uta (ゼブラーマンの歌)

### Mahou Sentai Magiranger2005
- Make Legend! Magiranger!! (メイク・レジェンド!マジレンジャー!!)
- Song For Magitopia

### GoGo Sentai Boukenger2006
- NEVER ENDING VOYAGE

### Chou Ninja Tai Inazuma! 2006
- Chou Ninja Tai Inazuma! (超忍者隊イナズマ!)

### Juken Sentai Gekiranger2007
- Burning up! ~Jounetsu wo Uke Tsuide~ (Burning up!~情熱を受け継いで~)
- Chikai (誓い)
- Tao (道)

### Zebraman 2: Zebra City2010
- Zebraman no Uta 2010 (ゼブラーマンの歌2010)

### Tensou Sentai Goseiger2010
- Drastic Groundion (ドラスティック・グランディオン)

### Kaizoku Sentai Gokaiger2011
- KANZEN TREASURE

## Danh sách bài hát Trò chơi video

### Beatmania
- Getter Robo! (ゲッターロボ!) (Get It MIX with Original Flavour)

### Bionic Commando Rearmed
- Bionic Commando (バイオニック コマンドー)

### Ganbare Goemon
- Ore wa Impact (おれはインパクト)

### Ganbare Goemon ~Neo Momoyama Bakufu no Odori~ / ~Dero Dero Douchuu Obake Denko Mori~
- Double Impact (ダブル・インパクト)

### Super Hero Sakusen
- Kagayake!! Super Hero (輝け!!スーパーヒーロー)
- Super Hero Sakusen! (スーパーヒーロー作戦!)

### Super Robot Spirits
- Hagane no Tamashii (鋼の魂)

### Super Robot Wars
- Ikou yo Akira (行こうよ洸)
- Come Here! Daitarn 3 (カムヒア!ダイターン3)
- Goshogun Hasshin Seyo (ゴーショーグン発進せよ)
- STAND UP TO THE VICTORY ~To the Victory~ (~トゥ・ザ・ヴィクトリー~)
- Toki wo Koete (時を越えて)
- Neppu! Shippu! Cybuster (熱風!疾風!サイバスター)
- Fukkatsu no Ideon (復活のイデオン)

### Super Robot Wars F
- Atsuki Chi ga Yuuki ni ~Robot Generation Sanka~ (熱き血が勇気に~ロボットジェネレーション賛歌~)

### Super Robot Wars Alpha
- Ara buru Tamashii + Alpha (荒ぶる魂+α)
- STEEL SOUL FOR YOU
- Tomo yo ~Super Robot Wars Alpha~ (戦友よ。~SUPER ROBOT WARS α~)
- Wa ni Teki Nashi (我ニ敵ナシ)

### Taiko no Tatsujin: Tobikkiri! Anime Special
- Gattai! Donranger Robo (合体!ドンレンジャーロボ)
- Kitto Motto Zutto (きっと もっと ずっと)
- Hibike! Taiko no Tatsujin (響け!太鼓の達人)

### Tatsunoko Fight
- Denkou Sekka Volder (電光石火ヴォルダー)

### Tokyo Bus Guide 2
- Tokyo Funky Soul Bus (トーキョー･ファンキー･ソウル･バス)
- Nazo Nazo Koutsuu Rule (なぞなぞ交通ルール)

### Zenkoku Dekotora Matsuri
- Zipangu no Kaze (ジパングの風)